# Aleksandr Melentjev
Aleksandr Melentjev, född 27 juni 1954 i Penza, död 16 februari 2015 i Bisjkek, var en sovjetisk sportskytt.
Melentjev blev olympisk guldmedaljör i fripistol vid sommarspelen 1980 i Moskva.